# LTV XC-142
Ling-Temco-Vought (LTV) XC-142 — американский экспериментальный транспортный самолёт вертикального взлёта и посадки с поворотным крылом (тилтвинг). 
Разработчик и производитель — Ling-Temco-Vought. 
Заказчик — оружейное ведомство флота США (Bureau of Naval Weapons).
Совершил первый полёт 29 сентября 1964 года. Построено пять самолётов. Программа прекращена в 1970 г.

## Разработка самолёта
В 1959 г. военные ведомства США — армия, флот и ВВС начали разработку прототипа транспортного самолёта вертикального взлёта и посадки, который мог бы использоваться в дополнение к существующему вертолётному парку. Транспортный СВВП, с его скоростью, значительно превосходящей скорость вертолётов, выглядел привлекательным для военного ведомства. Для координации работ по проекту в 1967 г. руководство программой было передано флоту (Военно-морское бюро вооружений, Bureau of Naval Weapons).
Первоначально в конструкторском задании были установлены следующие требования: крейсерская скорость  460—560 км/ч (максимальная 560-740 км/ч), дальность до 400 км (в варианте для Корпуса морской пехоты- 190 км), грузоподъёмность 4500 кг.
В разработке самолёта приняли участие авиастроительные фирмы Vought, Ryan и Hiller, выступавшие в данном проекте как единое предприятие.  Первоначальное обозначение прототипа самолёта — Vought-Ryan-Hiller XC-142. В 1962 г. заказчик подписал контракт на постройку пяти опытных экземпляров самолёта.

## Конструкция самолёта
Фюзеляж самолёта был выполнен по схеме, типичной для грузового воздушного судна: основную его часть занимал грузовой отсек квадратного сечения, а в задней части располагалась загрузочная аппарель. Размах крыльев составлял 20 метров, длина фюзеляжа 9,1 м. 
Шасси трёхстоечное убираемое с носовым колесом.
Режимы вертикального взлёта и посадки обеспечивались применением поворотного крыла с четырьмя винтомоторными силовыми установками. Управление по крену на режиме висения осуществлялось дифференциальным изменением мощности двигателей, управление по рысканью — отклонением элеронов, омываемых воздушным потоком от винтов. Управление по тангажу осуществлялось воздушным винтом малого диаметра, горизонтально установленным в хвостовой части. На земле лопасти этого винта могли складываться. Крыло самолёта могло поворачиваться в пределах 100 градусов от горизонтальной плоскости. Таким образом, в предельном положении (отклонении от вертикали в сторону хвостовой части) тяга обеспечивала движение самолёта хвостовой частью вперёд, что позволяло выполнять висение при попутном ветре.
Силовой установкой самолёта были четыре ТВД  General Electric T64 мощностью по 3080 л.с., приводящие четыре воздушных винта диаметром 4,7 метра каждый. Каждый из четырёх двигателей передавал мощность на общий, единый вал трансмиссии. Тяговооружёноость самолёта (с учётом его умеренной взлётной массы) оказалась вполне достаточной для вертикальных режимов полёта и обеспечила даже избыточную мощность при работе в режиме короткого/обычного взлёта и посадки. Так, в ходе испытаний была достигнута скорость горизонтального полёта в 640 км/ч. Скороподъёмность машины также была признана отличной: на уровне моря она составляла 2100 м/мин., а с одним выключенным двигателем — 1100 м/мин.

## Лётные испытания
Первый полёт прототипа был совершён 29 сентября 1964, первое висение — 29 декабря того же года. В январе 1965 г. выполнен первый полёт по полному профилю — с вертикальным взлётом, горизонтальным полётом и вертикальной посадкой.  Всего в ходе испытаний выполнено 488 полётов общей продолжительностью 420 лётных часов. Проводились испытания взлёта и посадки на авианосец, имитация спасательных операций, выброс парашютного десанта, операции с грузом на подвеске.
В ходе испытаний выявились значительные конструктивные недостатки прототипов. В частности, обнаружилась неудовлетворительная надёжность сложной трансмиссии. Помимо высоких вибрационных и шумовых нагрузок, значительно усложняющих работу пилота, выявилась проблема с изгибом конструкции крыла. Самолёт оказался неустойчивым на некоторых режимах, в частности — при угле поворота крыла между 35 и 80 градусами. Значительные возмущающие силы от реактивного момента винтов затрудняли управление по рысканью. Управление общим шагом лопастей было недостаточно эффективным. Всё это привело к нескольким случаям жёстких посадок аппарата, с большими или меньшими повреждениями. В ходе испытаний случилась катастрофа, причиной которой стало разрушение трансмиссии, в ней погибли три члена экипажа самолёта.

## Завершение программы
Трудности с испытаниями, среди ряда других причин, вызвали падение интереса военных заказчиков к программе. К 1965 г. флот США вышел из программы разработок. ВВС потребовали изменить характеристики машины (исключив требования для эксплуатации с авианосца). Предполагалось рассмотрение усовершенствованного варианта машины — C-142B. Однако требования к новому прототипу так и не были окночательно оформлены, и в 1965 г. военные заказчики отказались от проекта. Последний оставшийся экземпляр самолёта в 1966 г. был передан в NASA, где испытания продолжались до мая 1970 г, после чего были прекращены окончательно.
Единственный сохранившийся экземпляр самолёта находится в экспозиции Музея ВВС США (National Museum of the United States Air Force) на авиабазе Wright-Patterson Air Force Base (г. Dayton, штат Огайо).

## Лётно-технические характеристики
(приведено по Jane's All The World's Aircraft 1965–66)
Экипаж: 2
Вместимость: 32 солдата или 24 пациента на носилках
Полезная нагрузка:3,3 тонны
Длина: 17.71 м
Размах крыльев: 20.60 м
Высота: 7620 метров
Площадь крыльев: 49.67 m²
Вес (пустой): 10,270 кг
Вес (максимальный взлётный с коротким разбегом): 20,2 тонны
Силовая установка: 4× ТВД General Electric T64-GE-1 мощностью 2,850 л.с. каждый
Максимальная скорость 694 км/ч на высоте 6100 м
Крейсерская скорость: 463 км/ч на уровне моря
Дальность: 757 км
Перегоночная дальность: 6,100 км
Практический потолок: 7,620 м
Скороподъёмность: 34.5 м/с